# Petrodolînske, Odesa
Petrodolînske (în ucraineană Петродолинське, în germană Peterstal) este un sat în raionul Odesa, regiunea Odesa, Ucraina, formată numai din satul de reședință. Satul a fost locuit de germanii pontici.

## Demografie
Componența lingvistică a comunei Petrodolînske
     Ucraineană (70,97%)
     Rusă (24,21%)
     Română (1,79%)
     Belarusă (1,09%)
     Alte limbi (1,94%)
Conform recensământului din 2001, majoritatea populației comunei Petrodolînske era vorbitoare de ucraineană (70,97%), existând în minoritate și vorbitori de rusă (24,21%), română (1,79%) și belarusă (1,09%).